# 长老院 (阿富汗)
长老院（普什圖語：‎，又称“上院”）是阿富汗国民议会的上院，与人民院一起组成两院制。
长老院一共102个席位，三分之一（34人）是由区议会选出（省），任期为3年；三分之一（34人）由省级议会（省）选出，四年任期；三分之一（34人）是总统提名，五年任期。总统提名的中一半必须是女性，2个残疾人代表，2个库奇牧民（Kuchi people）。
长老院不具有制定法律的权力，但是它有一定的否决权。
2001年，塔利班政权被推翻之后，阿富汗女性自此走入政坛。2002年，1600名女性竞选议员。2010年，405名女性竞选议员。2005年，女性赢得了89个席位，她们在人民院持有67个席位（27.7%）、在长老院有22个席位（21.6%），这标志着阿富汗国民议会女性比率高于全球平均水平的18.5%，高于美国的16.8%（下院）和15.4%（上院）。